# سيدني بينتر
سيدني بينتر (بالإنجليزية: Sidney Painter)‏ هو مختص في الدراسات القروسطية ‏ أمريكي، ولد في 23 سبتمبر 1902 في نيويورك في الولايات المتحدة، وتوفي في 1960 في بالتيمور في الولايات المتحدة.